# Subá de Bengala
La subá de Bengala fue una subdivisión del Imperio mogol entre los siglos XVI y XVIII que actualmente representa el estado moderno de Bangladés, así como los actuales estados indios de Bengala Occidental y Orissa. La entidad administrativa fue creada después de la disolución del sultanato de Bengala, cuando la región fue absorbida por uno de los imperios más grandes del mundo. Los mogoles jugaron un papel muy importante en el desarrollo de la cultura y la sociedad bengalí. Hacia el siglo XVIII, la Bengala mogol emergió como un estado casi independiente.

## Historia

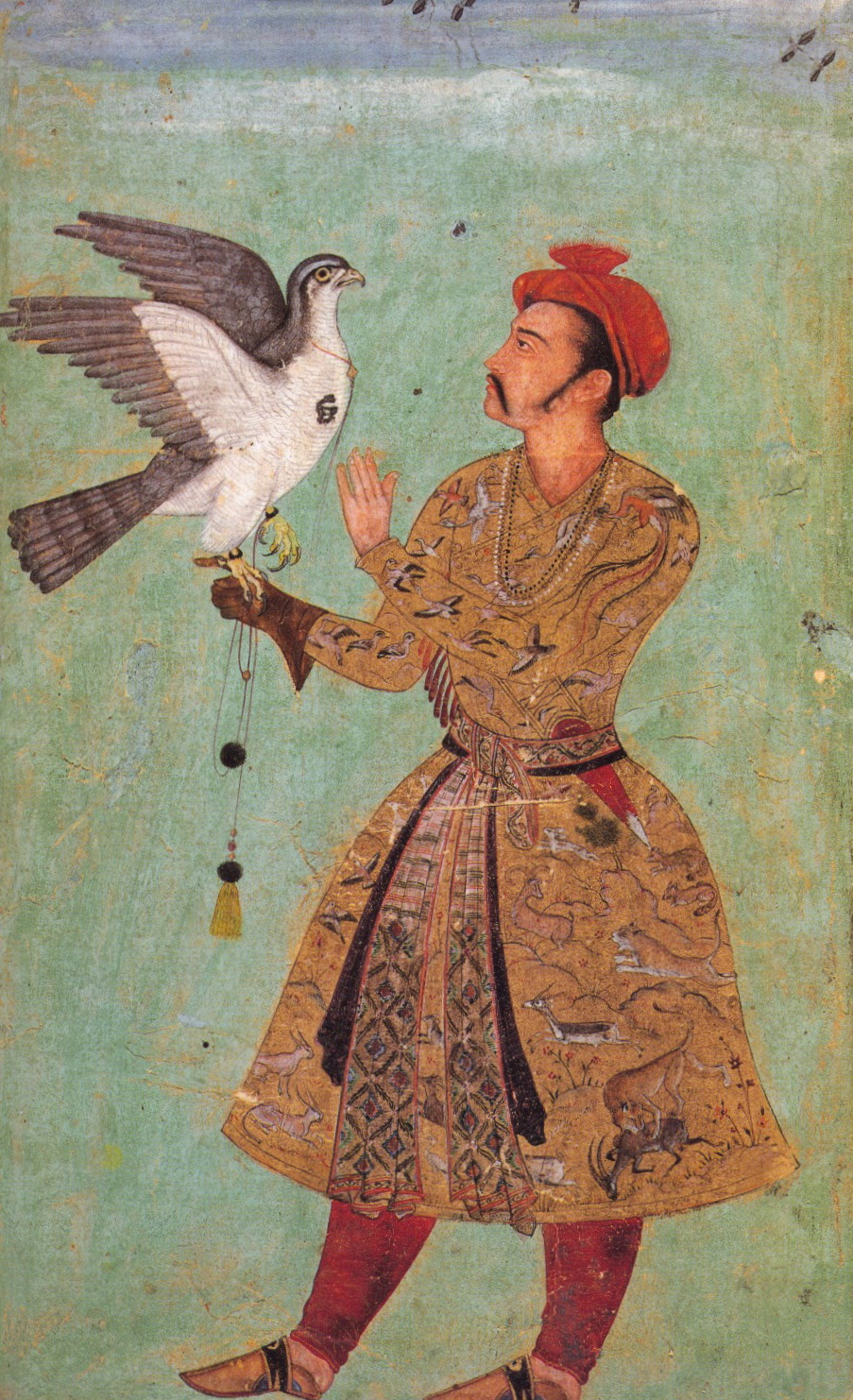
Akbar desarrolló el calendario bengalí moderno

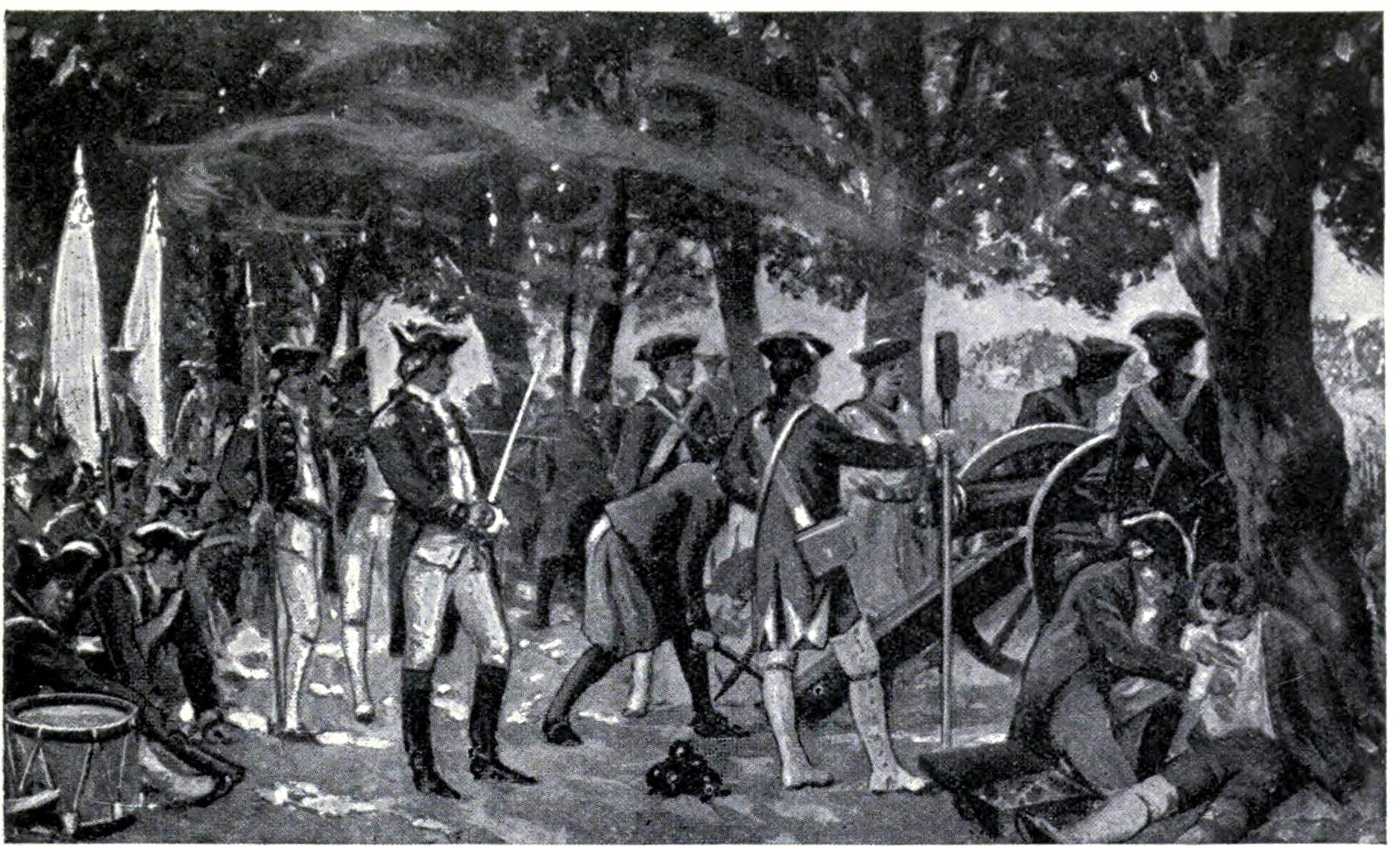
Soldados británicos disparando contra las fuerzas bengalís desde huerto de mangos en Plassey, 1757

Tras la derrota del sultán de Bengala, el expansionista Daud Khan Karrani, en Rajmahal el año 1576, el Padishah (emperador) mogol Akbar anunció la creación de Bengala como una de las doce subá (provincias principales) originales, haciendo frontera con las subás de Bihar y Orissa, así como con Birmania.
Hacia el siglo XVII, los mogoles habían eliminado la oposición de los terratenientes Baro-Bhuyan, entre los que destacaba principalmente Isa Kan. Así, Bengala quedó integrada en un poderoso y próspero imperio, y que también destacaba por una política imperial de gobiernos plurales. Los mogoles construyeron una nueva metrópoli imperial en Daca a partir del 1610, con fortificaciones muy desarrolladas, jardines, tumbas, palacios y mezquitas. Daca sería la capital mogol de Bengala durante 75 años. La ciudad fue renombrada en honor del emperador Jahangir. Daca se convirtió en la capital comercial del Imperio mogol, en gran parte debido a que era el centro desde donde se exportaba el principal bien del imperio: los tejidos de algodón de muselina.
La conquista mogol de Chittagong, en 1666, derrotó al reino de Arakan (birmano), restableciendo el control bengalí de la ciudad portuaria, la que se renombró como Islamabad. La región fronteriza de Chittagong Hill Tracts se convirtió así en un estado tributario de la Bengala mogol, y se firmó un tratado con el pueblo chakma en 1713.
Entre el 1576 y el 1717, Bengala estuvo gobernada por un Subedar (gobernador imperial) mogol. Normalmente esta figura era ocupada por un miembro de la familia imperial. El virrey príncipe Sha Shuja era el hijo del emperador Sha Jahan. Durante los combates que surgieron durante el proceso de sucesión con sus hermanos, los príncipes Aurangzeb, Dara Shikoh y Murad Bakhsh, el príncipe Shuja se proclamó a sí mismo emperador mogol en Bengala. Sin embargo, más tarde sería derrotado por los ejércitos de Aurangzeb. Shuja huyó al reino de Arakan, donde él y toda su familia fueron asesinados por orden del rey de Mrauk U. Shaista Khan fue un virrey muy influyente durante el reinado de Aurangazeb. Consolidó el control mogol sobre el este de Bengala. El príncipe Muhammad Azam Shah, que también fue virrey de Bengala, estuvo instalado en el trono mogol durante cuatro meses del año 1707. El virrey Ibrahim Khan II dio permisos a los comerciantes ingleses y franceses para realizar actividades comerciales en Bengala. El último virrey, el príncipe Azim-os-Shan, permitió el establecimiento de la Compañía Británica de las Indias Orientales en Fort William (Calcuta); de la Compañía Francesa de las Indias Orientales en Fort Orleans, (Chandernagor); y de la Compañía Neerlandesa de las Indias Orientales en Hugli-Chuchura. Durante el mandato de Azim-os-Shan, su primer ministro, Murshid Quli Jafar Khan destacó como una figura muy poderosa en Bengala, haciéndose con el control de las finanzas imperiales. Cuando Azim-os-Shan fue transferido en 1717 a Bihar, el Tribunal mogol decidió elevar la posición de primer ministro al título de Nabab de Bengala y hacerlo de carácter hereditario. Khan fundó una nueva capital, Murshidabad, y sus descendientes constituyeron la dinastía Nasiri. Más tarde, en 1740, Alivardi Khan fundó una nueva dinastía. Los nababs gobernaron sobre un territorio que incluía Bengala, Bihar y Orissa.
La autoridad mogola se desintegró muy deprisa durante el siglo XVIII, justo después de la aparición del Imperio maratha en la India, y de las invasiones de Nader Shah de Persia y Ahmad Shah Durrani de Afganistán. En Bengala, durante este periodo las élites acumularon mucha riqueza, mientras que los salarios de los trabajadores bajaron mucho. Los nababs de Bengala comenzaron a firmar tratados con diversos poderes coloniales europeos, incluidas compañías estatales del Reino Unido, la Austria de los Habsburgo, el Reino de Dinamarca y Noruega, el Reino de Francia o la República neerlandesa. El Imperio maratha, de carácter hindú, inició una serie de asaltos brutales contra el próspero estado de Bengala durante el siglo XVIII, colaborando en el declive de los nababs. Una década de expediciones maratha en Bengala, durante el periodo 1740-1750, forzó al Nabab a pagar 1,2 millones de rupias anualmente como Chauth (tributo) de Bengala y Bihar a los marathas, asegurándose así el compromiso de estos de no invadir Bengala nunca más. Estas expediciones, lideradas por Raghuji Bhonsle, de Nagpur, también provocaron el control de facto, por parte de los marathas, sobre Orissa, la cual fue formalmente incorporada al Imperio en 1752. El Nabab de Bengala también pagó 3,2 millones de rupias a los marathas, por los atrasos del chauth de los años anteriores. Este tributo fue pagado anualmente por parte del Nabab hasta el año 1758, momento en que los britànicos ocuparon Bengala.
Hacia finales del siglo XVIII, la Compañía Británica de las Indias Orientales se consolidó como el poder militar más relevante de la región, derrotando a Siraj ud-Daulah, aliado de Francia, en la batalla de Plassey, en 1757, principalmente gracias a la traición de uno de los generales de confianza del Nabab, Mir Jafar. Así, la compañía consiguió control administrativo sobre los dominios del Nabab, incluida Bengala, Bihar y Orissa. Además, también lograron el derecho de reclamar los impuestos, en nombre del Tribunal mogol, tras la batalla de Buxar, en 1765. Bengala, Bihar y Orissa pasaron a formar parte de la Presidencia de Bengala, y en 1793 fueron anexadas al Imperio Británico. La rebelión india de 1857 terminó formalmente con la autoridad del tribunal mogol, momento en que el Raj Británico sustituyó el Dominio de la Compañía en la India.
Otros poderes europeos también establecieron pequeñas colonias en el antiguo territorio mogol de Bengala, incluida la Compañía Neerlandesa de las Indias Orientales, con establecimientos en la Bengala neerlandesa; establecimientos coloniales franceses en Chandernagor; asentamientos coloniales daneses en Serampore; y la Compañía de Ostende de la monarquía de los Habsburgo, que se estableció en Bankipur.

## Campañas militares
En la siguiente tabla hay un resumen con los principales enfrentamientos militares en que se vio implicada la Bengala mogol:
| Año(s)    | Conflicto                     | Líder(es)                                  | Enemigo              | Líder(es) rival                | Resultado          |
| --------- | ----------------------------- | ------------------------------------------ | -------------------- | ------------------------------ | ------------------ |
| 1575      | Batalla de Tukaroi            | Akbar                                      | Sultanato de Bengala | Daud Khan Karrani              | Victoria mogol     |
| 1576      | Batalla de Raj Mahal          | Khan Jahan I                               | Sultanato de Bengala | Daud Khan Karrani              | Victoria mogol     |
| 1576-1611 | Conquista de Bhati            | Khan Jahan I Shahbaz Khan Kamboh Man Singh | Baro-Bhuyan          | Isa Khan Musa Khan             | Victoria mogol     |
| 1576      | Conflictos Ahom-mogoles       | Qasim Khan Chishti Mir Jumla Ram Singh I   | Reino Ahom           | Reyes Ahom                     | Victoria asamesa   |
| 1665-1666 | Guerra Mogol-Arakan           | Shaista Khan                               | Reino de Mrauk U     | Thiri Thudhamma                | Victoria mogol     |
| 1741-1751 | Invasiones maratha de Bengala | Alivardi Khan                              | Imperio maratha      | Raghuji Bhonsle Janoji Bhonsle | Victoria maratha   |
| 1757      | Batalla de Plassey            | Siraj ud-Daulah                            | Imperio Británico    | Robert Clive                   | Victoria británica |

## Reforma agraria
Los mogoles iniciaron un importante proyecto de desarrollo económico en el delta de Bengala, el cual transformó sus características demográficas. El gobierno limpió una gran superficie de bosques en la región fértil de los Bhatti para expandir la tierra cultivable. También alentó la llegada de colonos, incluidos agricultores y jagirdars para poblar el delta. Se nombraron sufíes para ejercer el cargo de ninguno de los poblados. El emperador Akbar readaptó el calendario bengalí para mejorar las cosechas y la recolección de impuestos. Gracias a estas medidas la región se convirtió en la productora de grano más importante del subcontinente.
Los líderes sufíes locales combinaban prácticas culturales islámicas y bengalíes, desarrollando lo que más tarde sería la sociedad musulmana-bengalí.

## Arquitectura mogola
La arquitectura mogol se desarrolló en Bengala entre los siglos XVI, XVII y XVIII, siendo el primer ejemplo la mezquita de Kherua, en Bogra (1582). En Bengala la arquitectura mogol sustituyó la anterior arquitectura existente durante el Sultanato. Fue en Daca donde el estilo imperial fue más espléndido. Situada a orillas del río Buriganga, la antigua ciudad mogol fue descrita como la Venecia del este. Su fuerte de Lalbagh tenía un diseño muy elaborado y complejo de jardines, fuentes, una mezquita, una tumba, una sala de audiencias y amurallado con puertas. El Gran Caravanserai y el Shaista Khan Caravanserai de Daca eran centros comerciales muy relevantes. Otros monumentos destacados de la ciudad eran el Dhanmondi Shahi Eidgah (1640), la mezquita de Sat Gambuj (ca. 1664-1676), la mezquita de Shahbaz Khan (1679) y la mezquita de Khan Mohammad Mridha (1704). La ciudad de Murshidabad también se convirtió en un importante enclave de la arquitectura mogol bajo los nababs de Bengala, siendo su máximo exponente la mezquita Caravanserai (1723).
En el mundo rural siguió desarrollándose el estilo indígena bengalí-musulmán, con algunos componentes de origen mogol. Uno de los ejemplos más destacados del estilo es la mezquita Atiya de Tangail Tangail (1609). Muchas obras de arte de la arquitectura hindú de templos de terracota también provienen de este período, como el templo de Kantajew (1704) o los templos de Bishnupur (1600-1729).

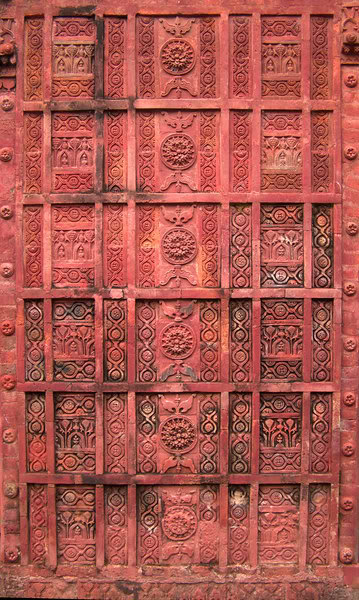
Relieve en una mezquita
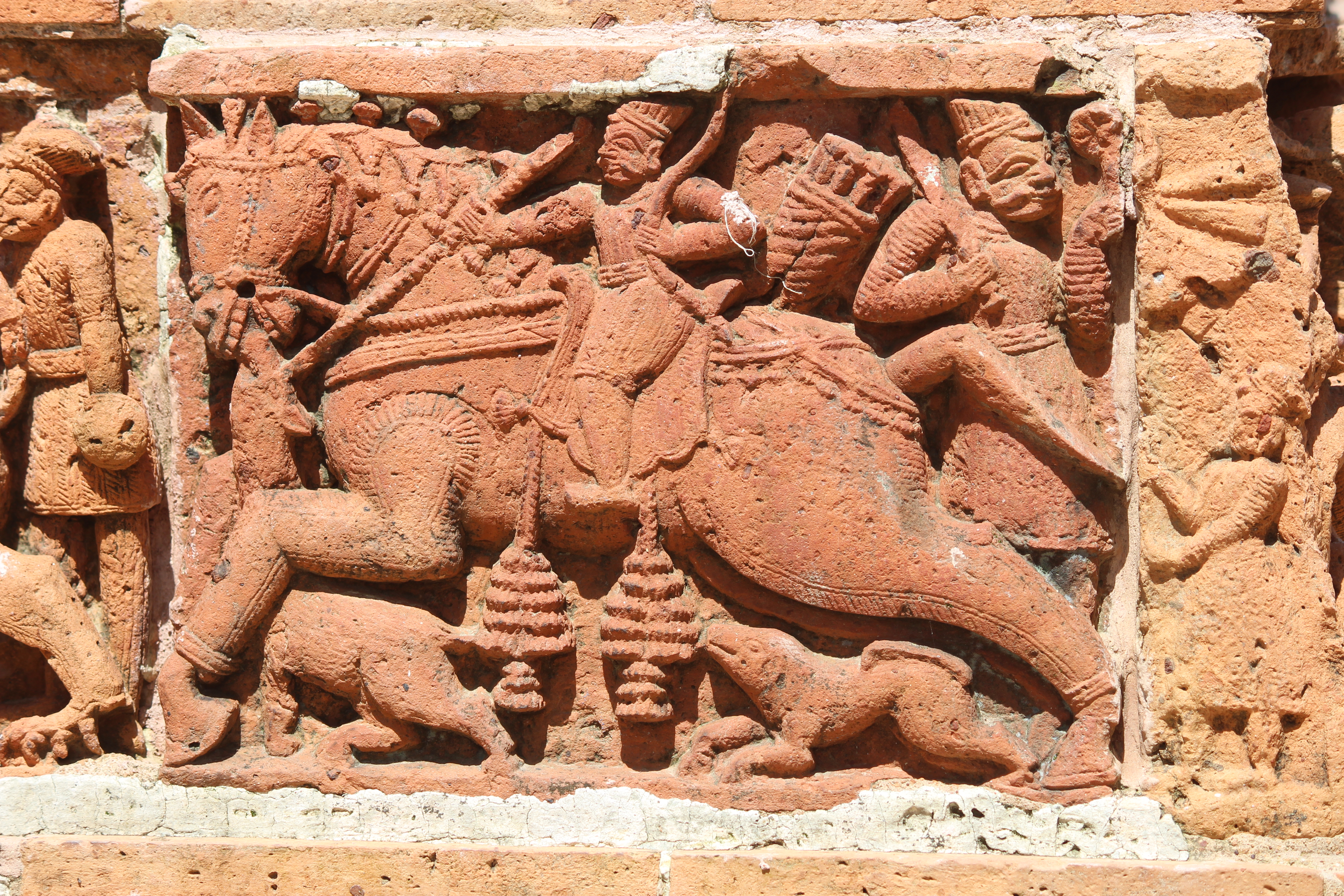
Relieve en un templo
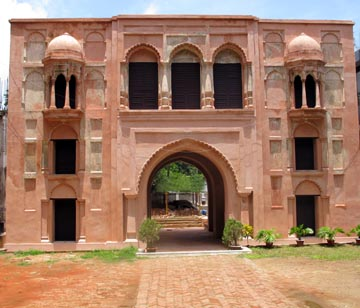
Un pabellón real
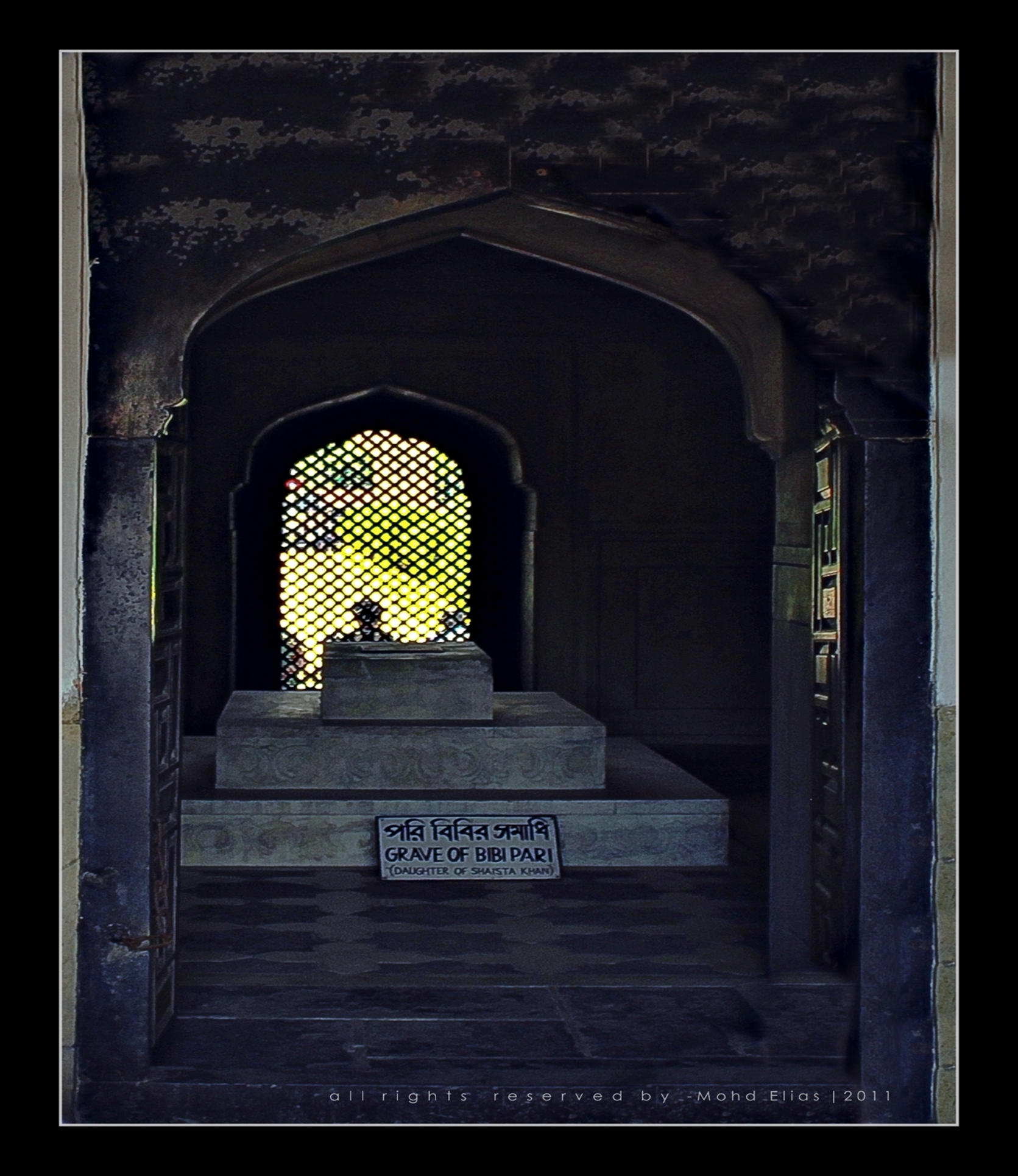
Mausoleo
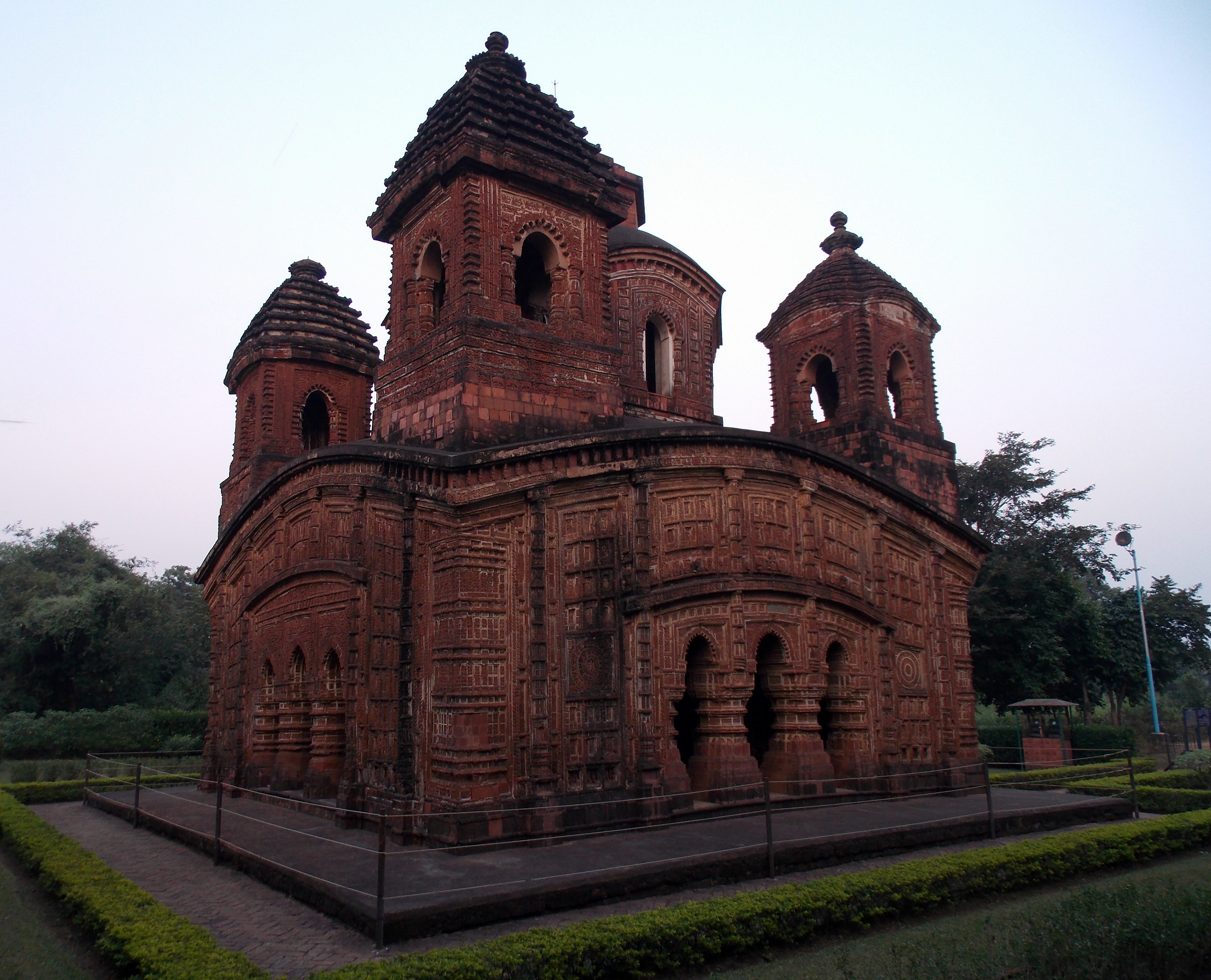
Templo de Panchchura
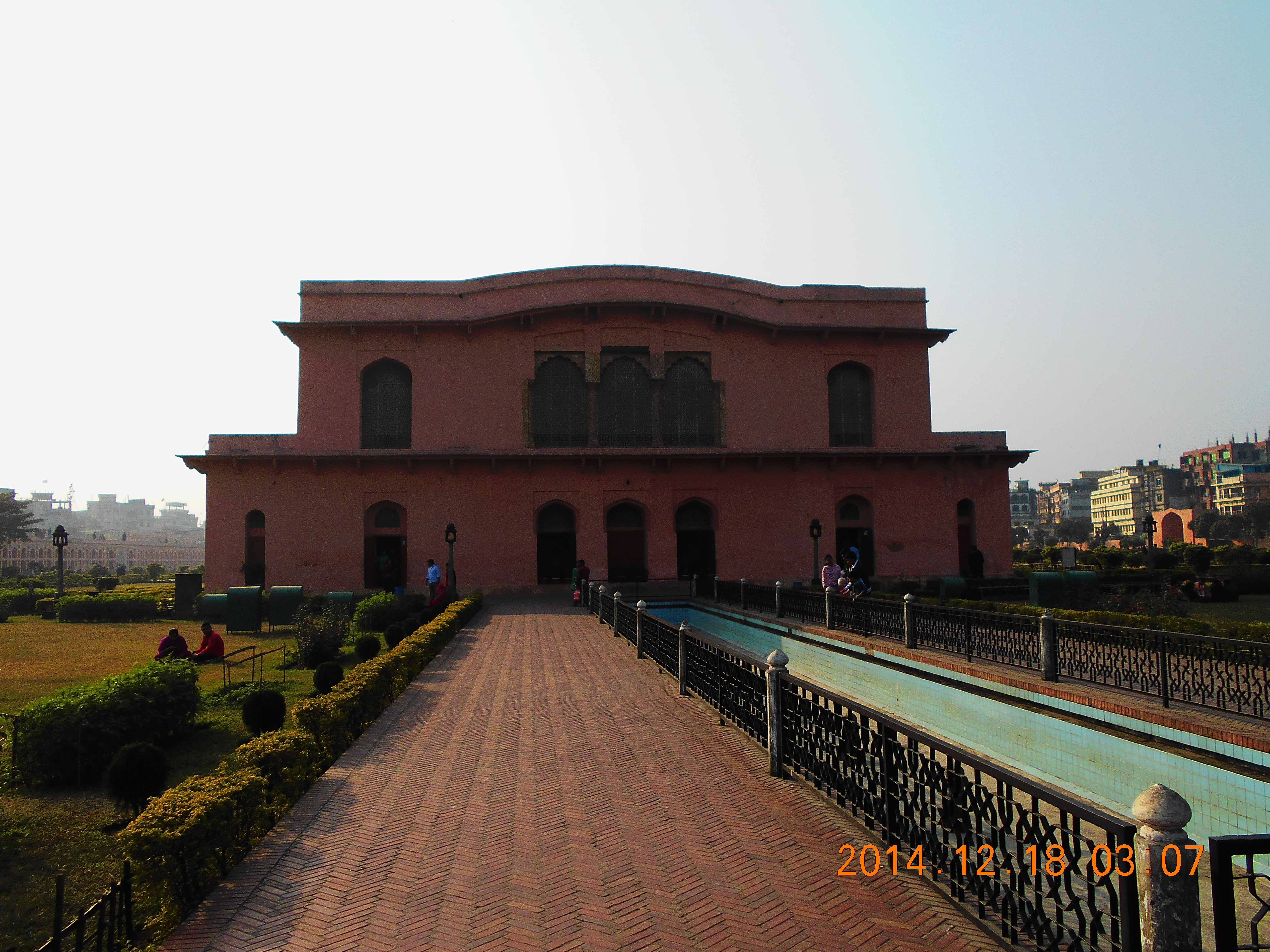
Sala de audiencias y Hammam del fuerte de Lalbagh
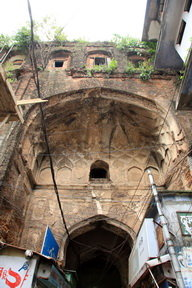
Puerta de Bara Katra

## Arte
El verdadero arte bengalí mogol se puede apreciar en la fabricación de muselina de Jamdani (que significa "flor" en persa ). La elaboración practicada en Jamdani fue desarrollada primero por los tejedores persas. Este arte pasó a manos de los telares bengalíes musulmanes conocidos como juhulas. La industria artesana estaba, históricamente, localizada alrededor de la ciudad de Daca, que tenía alrededor de 80.000 tejedores. Jamdani, tradicionalmente, empleaba unos diseños geométricos con figuras florales. A menudo, estos motivos eran similares a las telas del arte iraní y del arte textil occidental. Los Jamdani de Daca disfrutaban de unas constantes ventas, además de recibir patronaje imperial tanto de la corte mogol de Delhi, como de los nababs de Bengala.
También floreció un estilo provinciano de pintura mogol bengalí en Murshidabad, durante el siglo XVIII. La pintura de sellos y las figuras esculpidas de marfil también estaban muy presentes en su arte.

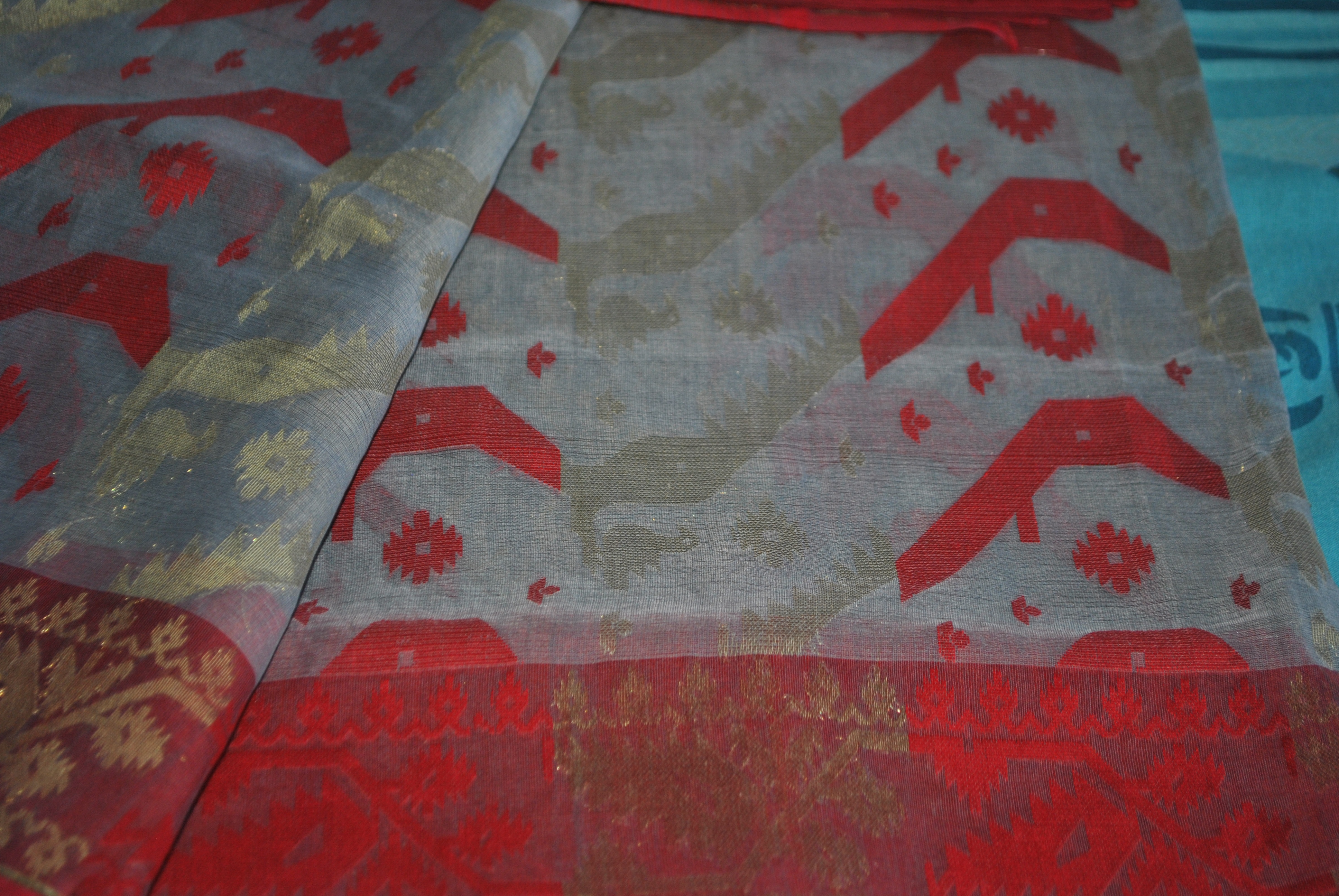
La musolina de Jamdani es un legado de la Bengala mogol
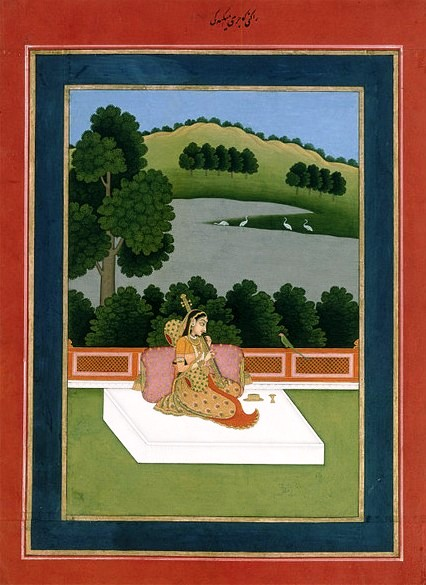
Pintura de estilo Murshidabad de una mujer tocando el sitar
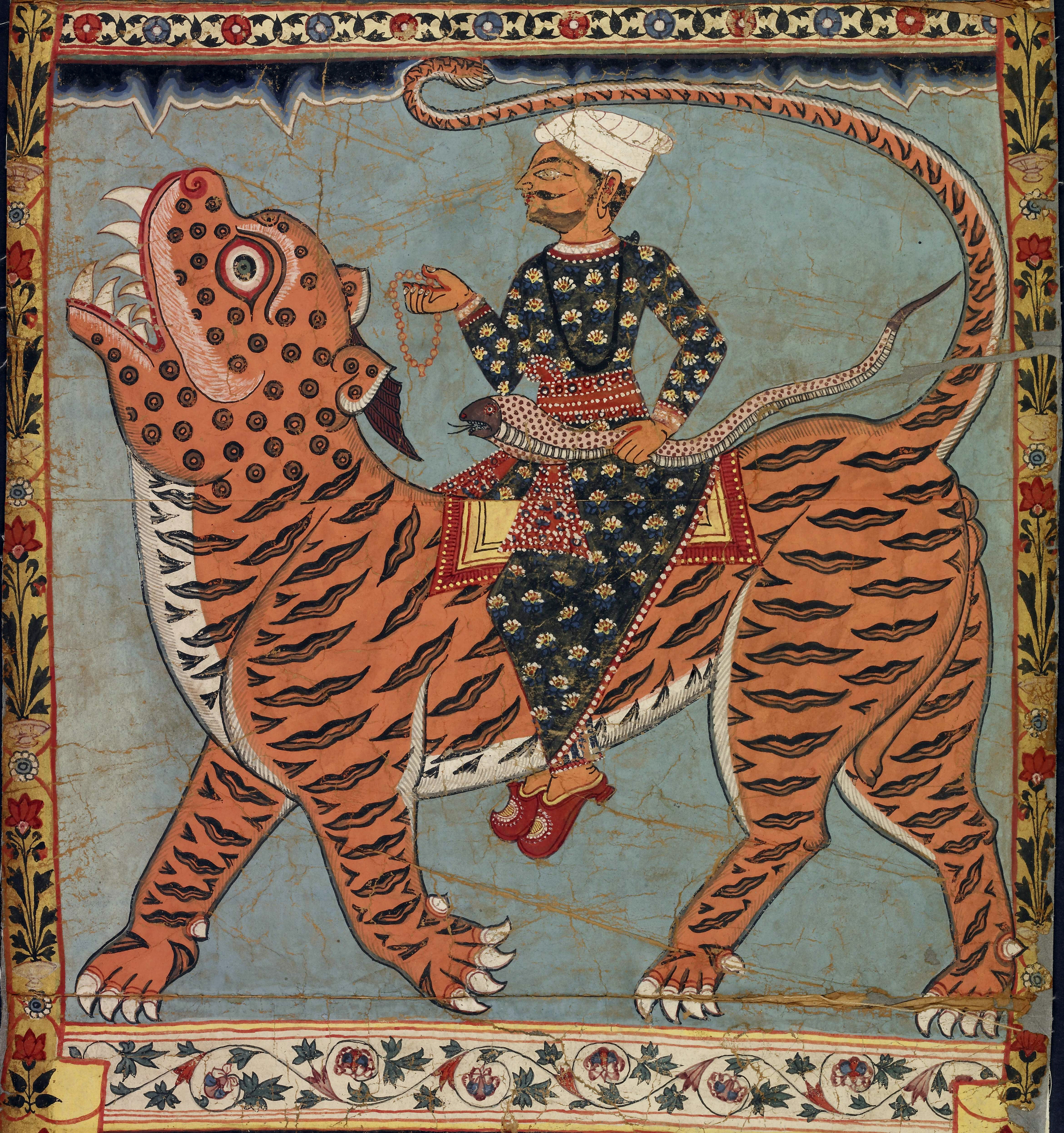
Sello representando a Ghazi cabalgando sobre un tigre de Bengala

## Inmigración
Hubo un influjo importante de emigrantes provenientes del Imperio safàvida con destino a Bengala durante el periodo mogol. Los funcionarios persas y los comandantes militares eran alistados por el gobierno mogol en Bengala. Una comunidad armenia se estableció en Daca, controlando con el tiempo el comercio textil de la ciudad pagando un impuesto del 3.5%.

## Economía y comercio

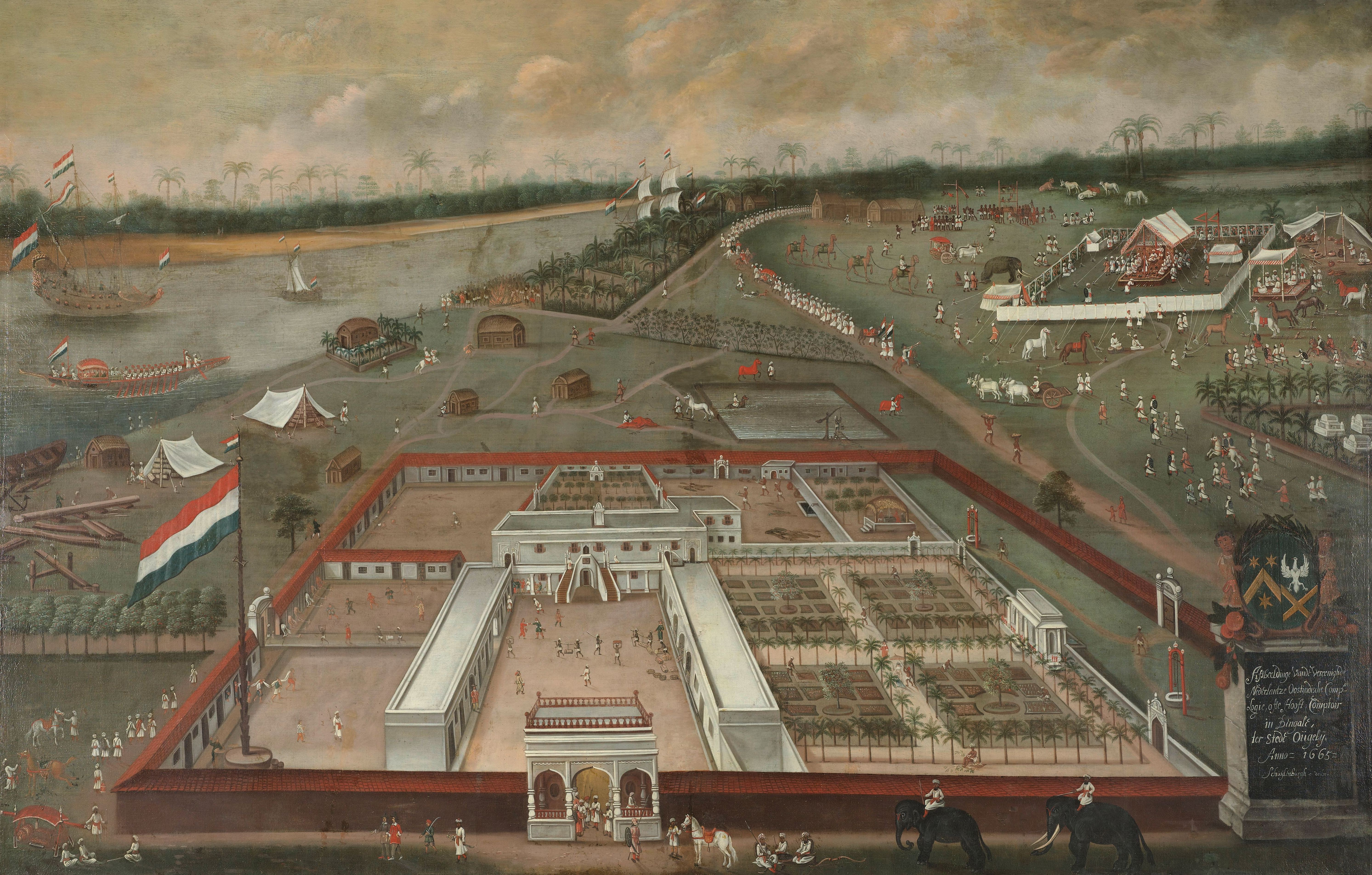
Enclave comercial neerlandés en la Bengala mogol, en 1665

La subá de Bengala representó la economía regional más importante del imperio mogol. Fue descrita como el paraíso de las naciones. El 50% del producto de consumo doméstico del imperio se producía en Bengala. La región exportaba cereales, tejidos de muselina y seda, licores y vinos, sal, ornamentos, frutas, metales y perlas. Las compañías europeas establecieron varios enclaves comerciales, en Bengala, en el transcurso de los siglos XVII y XVIII. Daca era la ciudad más grande de la Bengala mogol, así como la capital comercial del Imperio. Chittagong era el puerto marítimo más grande, con rutas comerciales marítimas que el conectaban con Arakan, Ayodhya,Balasore, Aceh, Malaca, Johore, Bantam, Makassar, Ceylon, Bandar Abbas, La Meca, Jiddah, Basora, Aden, Mascate, Mokha y las Maldivas

## Divisiones administrativas
En la liquidación de ingresos realizada por Todar Mal en 1582, la subá de Bengala se dividía en 24 sarkars (distritos), incluyendo 19 sarkars propiamente de Bengala, y 5 sarkars de Orissa. En 1607, durante el reinado de Jahangir, Orissa se convirtió en una subá independiente. Estos 19 sarkars fueron divididos en 682 parganas. En 1658, después de la liquidación de ingresos realizada por Shah Shuja, se añadieron 15 nuevos sarkars y 361 Parganas. En 1722, Murshid Quli Khan dividió toda la Subah en 13 chakalahs, las cuales se dividieron, a su vez, en 1660 parganas.
Inicialmente, la capital de la subá era Tanda. El 9 de noviembre de 1595, los cimientos para construir una nueva capital se situaron en Rajmahal, por parte de Man Singh I, el cual la renombró como Akbarnagar. En 1610 la capital pasó de Rajmahal a Daca,  siendo renombrada Jahangirnagar. En 1639, Shah Shuja volvió a mover la capital a Rajmahal. En 1660, Muazzam Khan (Mir Jumla) devolvió la capital a Daca. En 1703, Murshid Quli Khan, entonces diwan (primer ministro responsable de las finanzas) de Bengala, cambió su sede de Daca a Maqsudabad, que luego fue renombrada como Murshidabad.
Los sarkars (distritos) y las parganas (tehsils) de la subá de Bengala eran:
- Udamabar (Tanda): 52 parganas
- Jannatabad (Lakhnauti): 66 parganas
- Fathabad: 31 parganas
- Mahmudabad: 88 parganas
- Khalifatabad: 35 parganas
- Bakla: 4 parganas
- Purnia: 9 parganas
- Tajpur: 29 parganas
- Ghoraghat: 84 parganas
- Pinjarah: 21 parganas
- Barbakabad: 38 parganas
- Bazuha: 32 parganas
- Sonargaon: 52 parganas
- Sylhet: 8 parganas
- Chittagong: 7 parganas
- Sharifabad: 26 parganas
- Sulaimanabad: 31 parganas
- Satgaon: 53 parganas
- Mandaran: 16 parganas

## Lista de virreyes

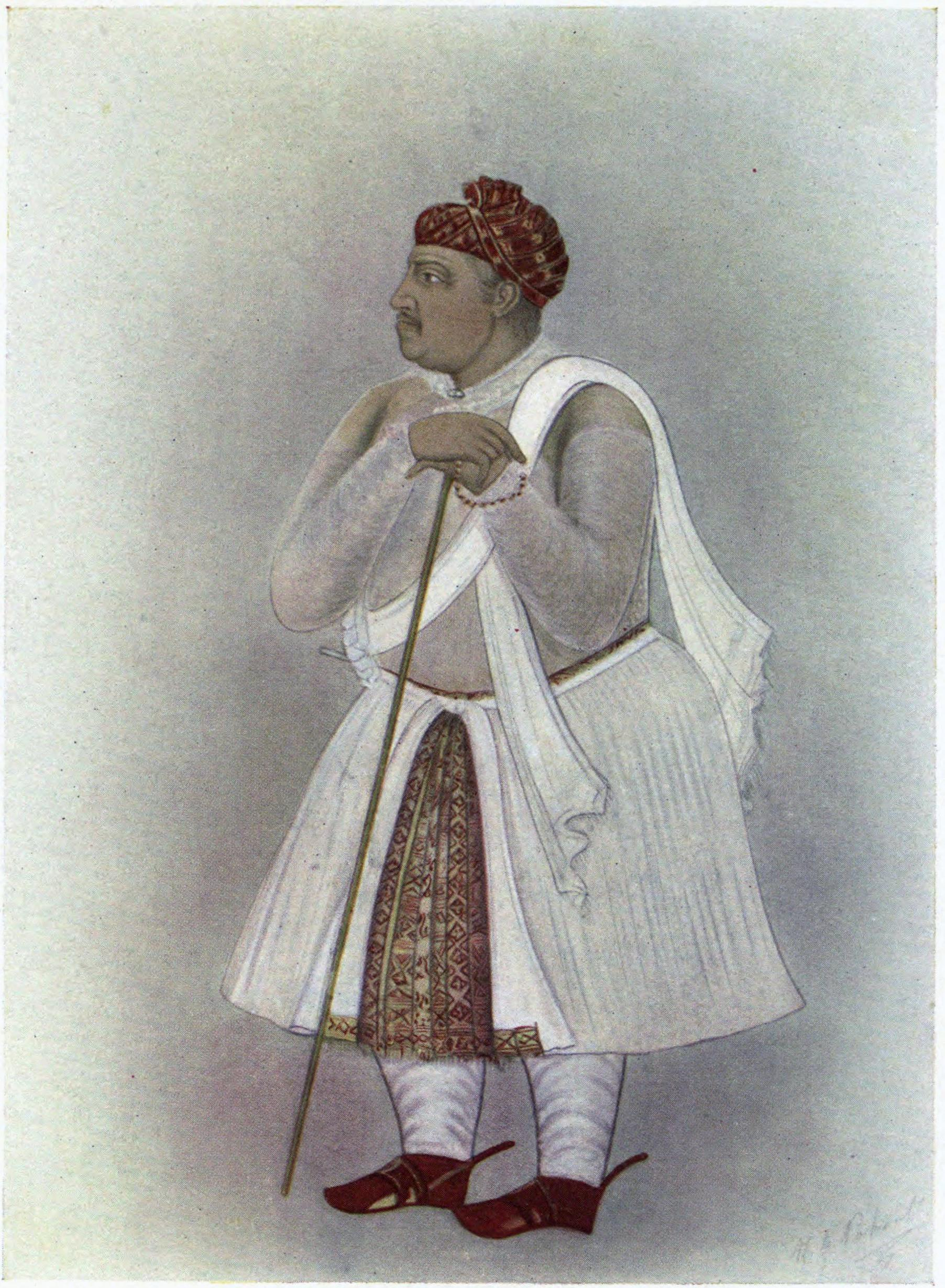
Man Singh I, virrey rajput de la Bengala mogol (1594–1606)

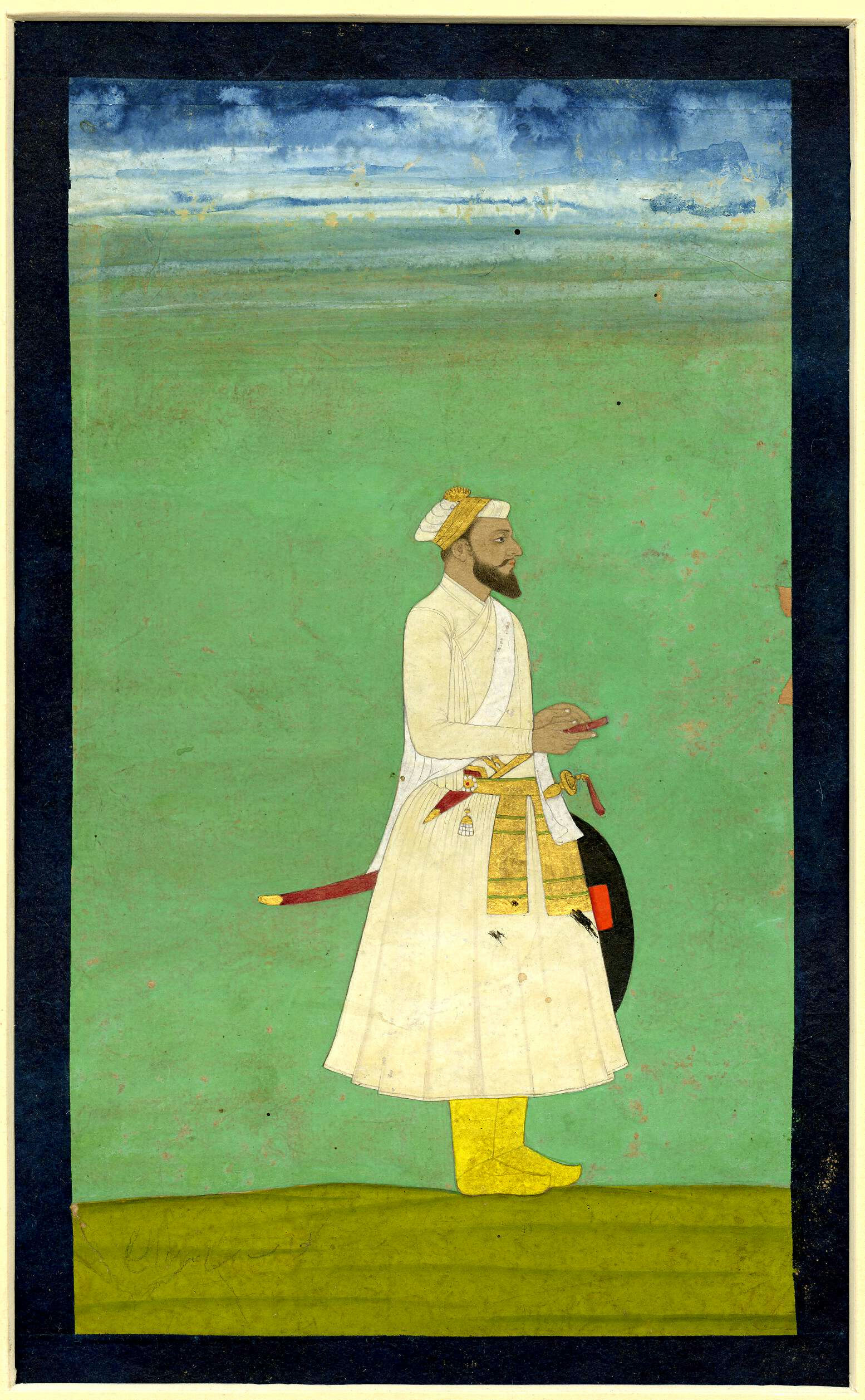
Shaista Khan, virrey (1664–1688)

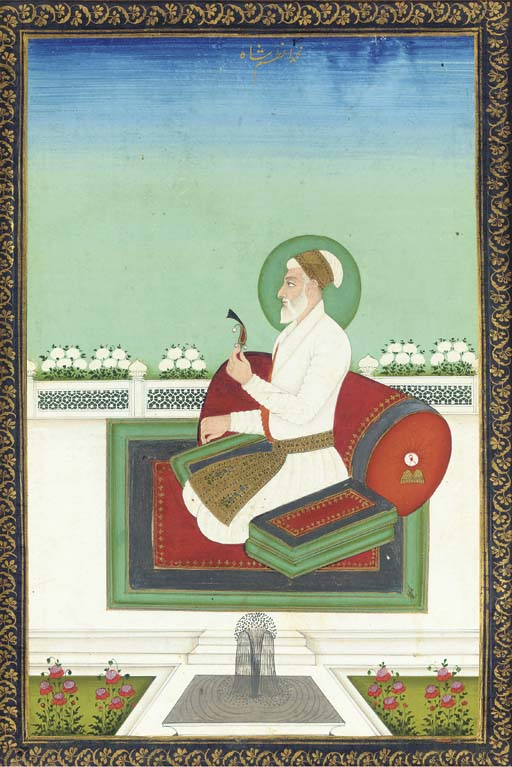
Viceroy Muhammad Azam Shah (1678–1679), más tarde emperador mogol

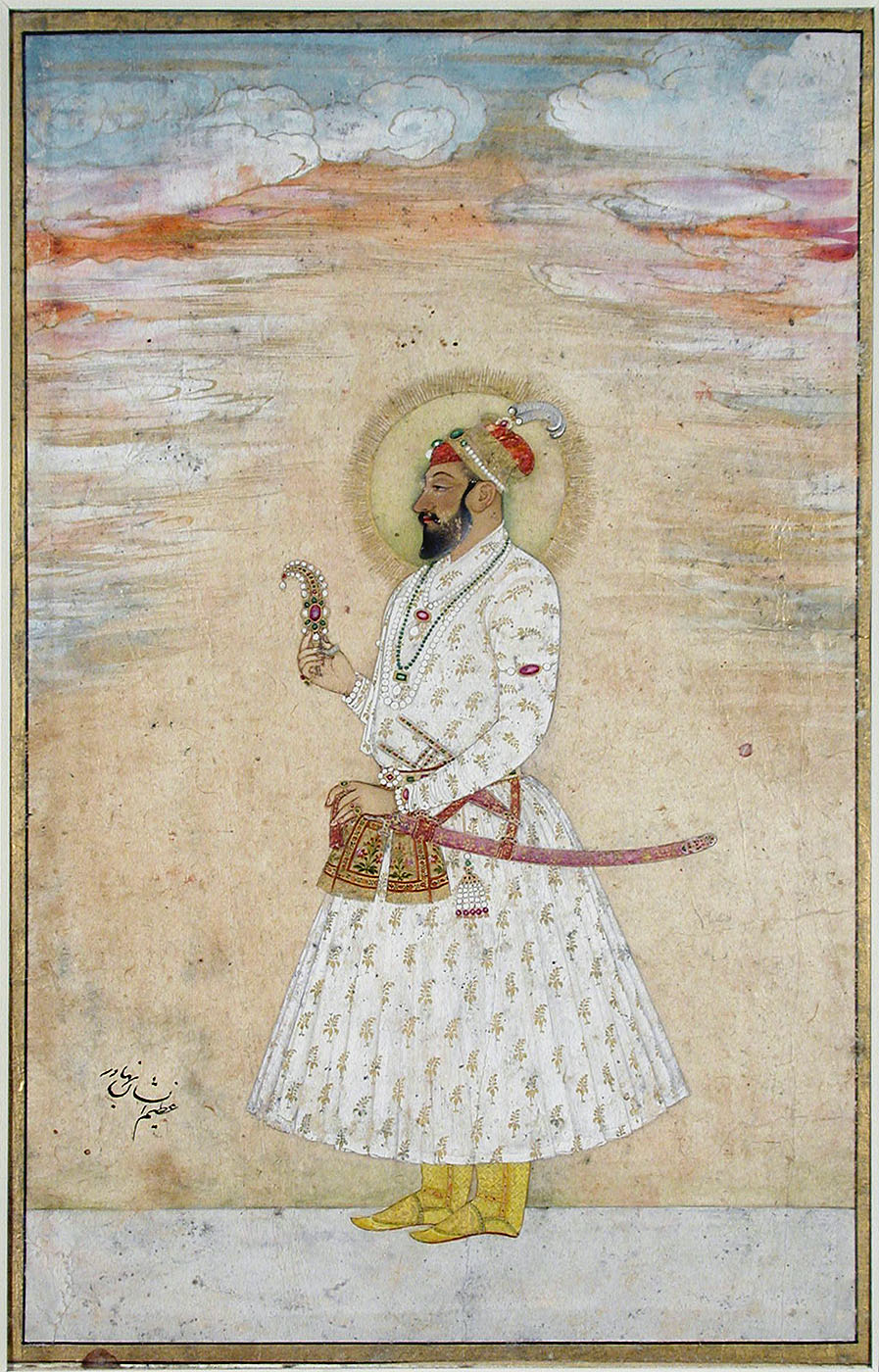
Viceroy Azim-us-Shan (1697–1712), más tarde emperador mogol

| Munim Khan Khan-i-Khanan منعم خان، خان خاناں                                                                       | 25 de septiembre de 1574 - 23 de octubre de 1575  |
| Hussain Quli Beg Khan Jahan I حسین قلی بیگ، خان جہاں اول                                                           | 15 de noviembre de 1575 – 19 de diciembre de 1578 |
| Muzaffar Khan Turbati مظفر خان تربتی                                                                               | 1579–1580                                         |
| Mirza Aziz Koka Khan-e-Azam میرزا عزیز کوکہ،خان اعظم                                                               | 1582–1583                                         |
| Shahbaz Khan Kamboh شھباز خان کمبوہ                                                                                | 1583–1585                                         |
| Sadiq Khan صادق خان                                                                                                | 1585–1586                                         |
| Wazir Khan Tajik وزیر خان                                                                                          | 1586–1587                                         |
| Sa'id Khan سعید خان                                                                                                | 1587–1594                                         |
| Raja Man Singh I راجہ مان سنگھ                                                                                     | 4 de junio de 1594 – 1606                         |
| Qutb-ud-din Khan Koka قطب الدین خان کوکہ                                                                           | 2 de septiembre de 1606 – mayo de 1607            |
| Jahangir Quli Beg جہانگیر قلی بیگ                                                                                  | 1607–1608                                         |
| Sheikh Ala-ud-din Chisti Islam Khan Chisti اسلام خان چشتی                                                          | junio de 1608 – 1613                              |
| Qasim Khan Chishti قاسم خان چشتی                                                                                   | 1613–1617                                         |
| Ibrahim Khan Fateh Jang ابراہیم خان فتح جنگ                                                                        | 1617–1622                                         |
| Mahabat Khan محابت خان                                                                                             | 1622–1625                                         |
| Mirza Amanullah Khan Zaman II میرزا أمان اللہ ، خان زماں ثانی                                                      | 1625                                              |
| Mukarram Khan مکرم خان                                                                                             | 1625–1627                                         |
| Fidai Khan فدای خان                                                                                                | 1627–1628                                         |
| Qasim Khan Juvayni Qasim Manija قاسم خان جوینی، قاسم مانیجہ                                                        | 1628–1632                                         |
| Mir Muhammad Baqir Azam Khan میر محمد باقر، اعظم خان                                                               | 1632–1635                                         |
| Mir Abdus Salam Islam Khan Mashhadi اسلام خان مشھدی                                                                | 1635–1639                                         |
| Sultán Shah Shuja شاہ شجاع                                                                                         | 1639 -1660                                        |
| Mir Jumla II میر جملہ                                                                                              | mayo de 1660 – 30 de marzo de 1663                |
| Mirza Abu Talib Shaista Khan I میرزا ابو طالب، شایستہ خان                                                          | marzo de 1664 – 1676                              |
| Azam Khan Koka, Fidai Khan II اعظم خان کوکہ، فدای خان ثانی                                                         | 1676–1677                                         |
| Sultán Muhammad Azam Shah Alijah محمد اعظم شاہ عالی جاہ                                                            | 1678- 1679                                        |
| Mirza Abu Talib Shaista Khan I میرزا ابو طالب، شایستہ خان                                                          | 1679–1688                                         |
| Ibrahim Khan ibn Ali Mardan Khan ابراہیم خان ابن علی مردان خان                                                     | 1688–1697                                         |
| Sultán Azim-us-Shan عظیم الشان                                                                                     | 1697–1712                                         |
| Otros nombrados pero que no ejercieron, entre 1712 y 1717 y dirigidos por el canciller Subahdar Murshid Quli Khan. |                                                   |
| Murshid Quli Khan مرشد قلی خان                                                                                     | 1717–1727                                         |

## Listado de Nawab Nazim
| Retrato         | Nombre titular             | Nombre personal                | Nacimiento                              | Reinado                                  | Muerte               |
| --------------- | -------------------------- | ------------------------------ | --------------------------------------- | ---------------------------------------- | -------------------- |
| Dinastía Nasiri |                            |                                |                                         |                                          |                      |
|                 | Jaafar Khan Bahadur Nasiri | Murshid Quli Khan              | 1665                                    | 1717– 1727                               | 30 de junio de 1727  |
|                 | Ala-ud-Din Haidar Jang     | Sarfaraz Khan Bahadur          | ?                                       | 1727-1727                                | 29 de abril de 1740  |
|                 | Shuja ud-Daula             | Shuja-ud-Din Muhammad Khan     | Alrededor de 1670 (fecha no disponible) | julio de 1727 – 26 de agosto de 1739     | 26 de agosto de 1739 |
|                 | Ala-ud-Din Haidar Jang     | Sarfaraz Khan Bahadur          | ?                                       | 13 de marzo de 1739 – abril de 1740      | 29 de abril de 1740  |
| Dinastía Afsar  |                            |                                |                                         |                                          |                      |
|                 | Hashim ud-Daula            | Muhammad Alivardi Khan Bahadur | Antes del 10 de mayo de 1671            | 29 de abril de 1740 – 9 de abril de 1756 | 9 de abril de 1756   |
|                 | Siraj ud-Daulah            | Muhammad Siraj-ud-Daulah       | 1733                                    | abril de 1756 – 2 de junio de 1757       | 2 de julio de 1757   |